# محمد: سيرة النبي
محمد: سيرة النبي هي سيرة ذاتية للنبي محمد كتبها الكاتبة البريطانية كارن أرمسترونغ، ونشرتها فيكتور كولونز عام 1991.

## نظرة عامة
يقدم الكتاب مقارنة بين الديانات التوحيدية الثلاث الرئيسية وهي الإسلام والمسيحية واليهودية. كما أنها تستمد أمثلة ذات صلة من البوذية والهندوسية. لا يتحدث الكتاب فقط عن حياة النبي محمد ولكنه يناقش أيضًا العلاقات والصراعات بين العالمين الغربي والإسلامي. ويناقش الكتاب أيضًا تأثير المواقف الغربية على نفسية المسلمين ويحاول شرح المواقف المتنوعة للعديد من المسلمين المعاصرين تجاه العالم الغربي اليوم.
بعد أحداث الحادي عشر من سبتمبر، أعادت أرمسترونغ الكتابة عن النبي محمد، وكتبت محمد: نبي لزماننا كجزء من سلسلة «حياة مرموقة»، نشرتها دار هاربر كولنز في عام 2006 (249 صفحة).

## الطبعات
- أولى الطبعات، 1991. فيكتور جولانكز ليمتد
- الطبعة الأمريكية الأولى، 1992. (ردمك 0-06-250014-7)رقم ISBN 0-06-250014-7 (290 صفحة)
- 1993. هاربر كولنز. (ردمك 0-06-250886-5) رقم ISBN 0-06-250886-5 (288 صفحة)
- غلاف عادي، 2001. مجموعة أوريون للنشر (ردمك 1-84212-608-3) (288 صفحة)